# Kristna Publicistförbundet
Kristna Publicistförbundet är ett forum för journalister och andra mediaintresserade med kristen förankring. Det bildades under första halvan av 1900-talet. Föreningen vill inspirera till samtal och debatt om tro och journalistik, men också väcka nyfikenhet i profana sammanhang. Föreningen vill vidare medverka till att kristna värderingar får ett ökat genomslag i media och stödja enskilda yrkesarbetare i deras strävan att stå för sin tro på arbetsplatsen. Genom lunchmöten med kända och okända föredragshållare vill föreningen skapa en naturlig mötesplats för sina medlemmar och bygga broar till andra publicistiska miljöer.